# Цианоцит
Цианоцитите са вид кръвни клетки при повечето мекотели и ракообразни.
Тяхна основна функция е синтезът на дихателния белтък хемоцианин. Хемоцианинът има функции, подобни на тези на хемоглобина, но съдържа мед вместо желязо, което придава синия цвят на кръвта на тези животни. Освен синтеза на хемоцианин, цианоцитите служат и за съхраняване на резерв от хранителни вещества.
Ракообразните нямат специализирани кръвотворни органи. Кръвотворната им тъкан се намира в стените на кръвоносните съдове. Образуват се от цианобласти.